# Косовелє
Косовелє (словен. Kosovelje) — поселення в общині Сежана, Регіон Обално-крашка, Словенія. Висота над рівнем моря: 247,9 м. Розташоване на північ від с. Плісковіца.